# Трновец (Неделишће)
Трновец је насељено место у саставу општине Неделишће у Међимурској жупанији, Хрватска. До територијалне реорганизације у Хрватској налазио се у саставу старе општине Чаковец.

## Становништво
На попису становништва 2011. године, Трновец је имао 390 становника.

## Попис1991.
На попису становништва 1991. године, насељено место Трновец је имало 992 становника, следећег националног састава:
| Попис 1991.‍ | Попис 1991.‍ | Попис 1991.‍ | Попис 1991.‍ | Попис 1991.‍ |
| ----------- | ----------- | ----------- | ----------- | ----------- |
|             |             |             |             |             |
| Хрвати      | Хрвати      |             | 693         | 69,85%      |
| Роми        | Роми        |             | 277         | 27,92%      |
| Словенци    | Словенци    |             | 12          | 1,20%       |
| Југословени | Југословени |             | 1           | 0,10%       |
| непознато   | непознато   |             | 9           | 0,90%       |
| укупно: 992 |             |             |             |             |